# Scott Innes
Scott P. Innes (né le 1er octobre 1966 à Poplar Bluff, Missouri) est un acteur et personnalité de la radio américain.

## Carrière
Scott Innes sert de personnage de radio pour WYNK, Clear Channel Radio à Baton Rouge . Au début de sa carrière, il est devenu le plus jeune DJ des États-Unis lorsqu'il a fait sa première apparition en tant que personnage de radio sur la radio KLID en 1980 dans sa ville natale de Poplar Bluff, Missouri . Dernièrement, il a été un DJ très populaire à Nashville.
En 1998, Innes a reçu le prix CMA de la voix radio de l'année et un an plus tard, il a reçu le prix Marconi. Plus tard en 2001 et 2006, Innes a été nommé pour le prix Marconi.

### En tant que doubleur
En 1997, alors qu'il travaillait sur le programme de l'après-midi sur la radio WYNK, Innes est devenu le successeur officiel du chien bien connu de Hanna-Barbera, Scooby-Doo, après la mort de Don Messick la même année. Après le film Scooby-Doo sur l'île aux zombies, il a également exprimé Sammy Rogers et Scrappy-Doo dans le film Scooby-Doo, entre autres. Innes a également joué le rôle d'autres personnages dans des publicités, telles que Popeye, le professeur Pat Pending et Fred Pierrafeu et Barney Rubble. Il a joué dans cinq films différents basés sur Scooby-Doo et a également prêté sa voix à plus d'un millier de jouets Scooby-Doo parlants, ainsi qu'à quelques jeux vidéo.

## Changement
Outre la radio, Innes est également connu pour ses campagnes de charité et de publicité pour les problèmes de drogue des enfants, ainsi que pour la charité des enfants atteints de cancer en particulier.
Innes a également mentionné qu'il était un très grand fan de Scooby-Doo et qu'il possédait un grand nombre de produits de fans différents, des vêtements aux peintures.